# Dmitri Pawlowitsch Solomirski

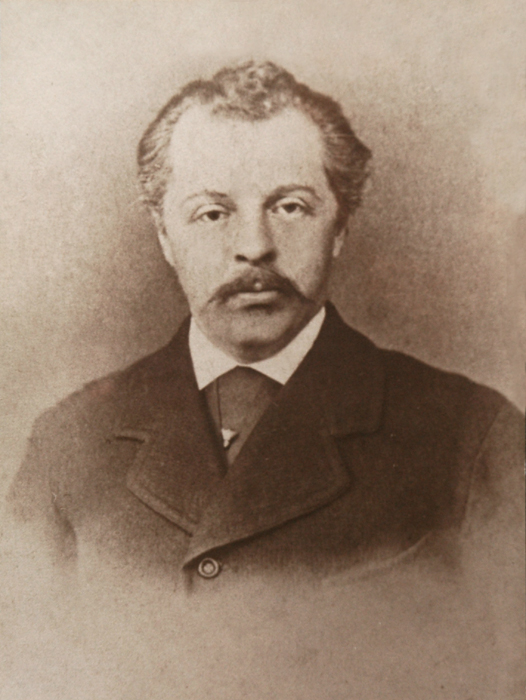
Dmitri Pawlowitsch Solomirski

Dmitri Pawlowitsch Solomirski (russisch Дмитрий Павлович Соломирский; * 1838; † 1923) war ein russischer Unternehmer, Philanthrop und Mäzen.

## Leben
Solomirski, Sohn des Unternehmers Pawel Dmitrijewitsch Solomirski, Enkel des Diplomaten Dmitri Pawlowitsch Tatischtschew und Urenkel des Oligarchen Alexei Fjodorowitsch Turtschaninow, begann 1855 das Studium an der physikalisch-mathematischen Fakultät der Universität Moskau und wechselte bald an die juristische Fakultät. 1861 übernahm er das Amt des Mittelsmanns für die Bauern der Ujesd Perm. 1866 wurde er Beamter für besondere Aufträge des Gouverneurs des Gouvernements Perm. 1867 wechselte er zur Militärgerichtshauptverwaltung. 1869 wurde er Beamter für besondere Aufträge im Postdepartement in St. Petersburg. 1873 wechselte er ins Ministerium für innere Angelegenheiten. 1878 wurde er Mitglied des Landgerichts Jekaterinburg.

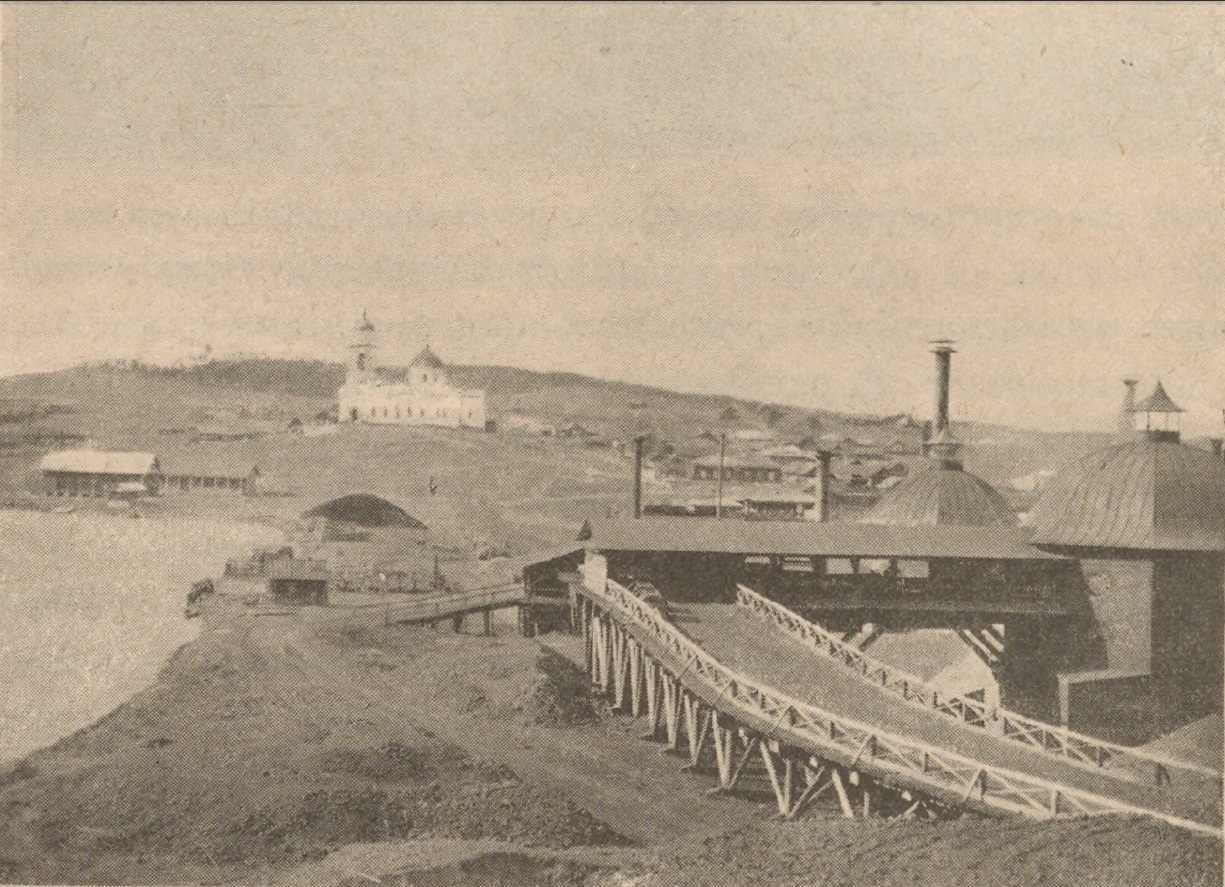
Sewer-Hüttenwerk in Polewskoi (1896)

1879 verließ Solomirski den Staatsdienst, um die Geschäftsführung der ererbten Kupfer- und Eisenhütten in der Bergregion Syssert zu übernehmen. Im Laufe der Zeit kaufte er von den anderen Erben des Turtschaninow-Familienkonzerns deren Anteilscheine, so dass er 1888 über 50 % und 1906 103 der 126 Anteilscheine besaß. Sein besonderes Interesse galt dem Hüttenwesen. 1888 kehrte er zwar in den Staatsdienst zurück, investierte aber weiter in die Modernisierung der Hüttenwerke zur Verbesserung der metallurgischen Prozesse. Er ließ Staudämme bauen, und für die Schmelzöfen wurde Gas und Torf eingesetzt, um Holz zu sparen und die Rentabilität zu erhöhen. Er erschloss neue Erzlagerstätten und nahm neue Siemens-Martin-Öfen in Betrieb. Alte Rennöfen wurden durch Puddelöfen ersetzt, wodurch die Qualität deutlich verbessert wurde. Es wurde sowohl die Produktionsmenge als auch die Vielfalt der Endprodukte erhöht.
Solomirski beteiligte sich finanziell am Bau von Krankenhäusern, Schulen und Kirchen in seinen Hüttenwerken. Er gründete ein Heim für Mädchen aus kinderreichen Arbeiterfamilien und Waisen, die dort bis zu ihrer Heirat lebten und dann mit einer Mitgift ausgestattet wurden. Witwen erhielten eine einmalige Zuwendung und nötigenfalls ein neues Haus.
Während des Russisch-Osmanischen Krieges (1877–1878), des Russisch-Japanischen Krieges und des Ersten Weltkrieges widmete er sich einer vielfältigen Wohltätigkeitsarbeit für die Verwundeten. Von 1877 bis 1905 leitete er die Niederlassung des Roten Kreuzes in St. Petersburg unter der Schirmherrschaft der Kaiserin Maria Fjodorowna. 1883 stiftete Maria Fjodorowna eine Ikone für die neue Kirche in Polewskoi. 1905 wurde er zum Wirklichen Staatsrat (4. Rangklasse) und 1910 zum Jägermeister (3. Rangklasse) ernannt. 1911 machte Maria Fjodorowna als Kuratorin des Bischof Methodius von Astrachan-Kinderheims Solomirski zu ihrem Assistenten.
Solomirski finanzierte die Arbeit verschiedener Bildungseinrichtungen und war Ehrenmitglied des Kuratoriums der Jekaterinburger Schule für Kunst und Industrie sowie Ehrenkurator des Jekaterinburger Jungengymnasiums. Er unterstützte die Jekaterinburger Sektion der Kaiserlich-Russischen Musikgesellschaft, deren Vorsitzender er 1913 wurde. Er beteiligte sich an der Gründung des Jekaterinburger Opern- und Balletttheaters. 1916 finanzierte er die Gründung einer Musikschule in Jekaterinburg. Als Mitglied der Ural-Gesellschaft der Naturkundefreunde stiftete er beträchtliche Beträge zur Auffüllung des Museumsfonds der Gesellschaft.
Solomirski interessierte sich für Ornithologie und Fotografie. Er liebte die Musik, spielte Klavier und komponierte einige Stücke. 1914 gab er in Stockholm den Atlas der Ornithologie Europas heraus mit 900 Fotografien, die er selbst aufgenommen hatte. Erhalten ist die große einzigartige Sammlung seiner Fotografien mit Ansichten der Polewskoi-, Sewer- und Syssert-Hüttenwerke.
Durch die Wirtschaftskrise am Ende des 19. Jahrhunderts, den Russisch-Japanischen Krieg und die Russische Revolution 1905 verschlechterte sich die wirtschaftliche Situation der Hüttenwerke Solomirskis, so dass er Kosten und auch Löhne senken musste. Er erhielt Drohungen, und einmal wurde auf ihn geschossen. 1912 verkaufte er seinen Konzern an eine dazu gegründete britische Gesellschaft, die Bergregion-Syssert-Aktiengesellschaft.
Nach der Oktoberrevolution blieb Solomirski in Russland, während die anderen Familienmitglieder vorher nach Frankreich emigriert waren. Der nun mittellose Solomirski erhielt eine kleine Pension, nachdem die Ural-Gesellschaft der Naturkundefreunde dies bei der neuen Regierung mit Hinweis auf Solomirskis große Verdienste um Wirtschaft, Wissenschaft und Kultur im Ural beantragt hatte. In seinen letzten Jahren lebte Solomirski bei einem seiner früheren Angestellten.
Solomirski war verheiratet und hatte zwei Töchter: Anna (* 1870) und Mascha († 1884).

## Ehrungen
- russischer Sankt-Stanislaus-Orden II. Klasse (1879)
- Russischer Orden der Heiligen Anna II. Klasse (1892)
- Orden des Heiligen Wladimir IV. Klasse (1896)
- Orden des Heiligen Wladimir III. Klasse (1913)[1]